# 塞普爾加河
塞普爾加河（英語：Sepulga River）是美國阿拉巴馬州一條長61.5英里（99.0公里）的河流。發源於東塞普爾加河和西塞普爾加河的交匯處，在科尼卡國家森林西北邊界附近注入科尼卡河。Sepulga這個名字可能源自克里克語或喬克托語。